# تل قلعه خمگاه
تل قلعه خمگاه مربوط به سده‌های میانه دوران‌های تاریخی پس از اسلام است و در شهرستان خرم بید، بخش مرکزی، دهستان خرمی، ۹ کیلومتری شمال شرق روستای معدن سنگ انگورک، منطقه خمگاه در استان فارس واقع شده است. این اثر در تاریخ ۷ اسفند ۱۳۸۶ با شمارهٔ ثبت ۲۱۴۳۲ به‌عنوان یکی از آثار ملی ایران به ثبت رسیده‌است.